# Terentius Strabo Erucius Homullus
Terentius Strabo Erucius Homullus war ein im 1. Jahrhundert n. Chr. lebender römischer Politiker.
Durch zwei Militärdiplome, von denen eines auf den 9. Juni 83 datiert ist, ist belegt, dass Homullus 83 zusammen mit Lucius Tettius Iulianus Suffektkonsul war.